# Song 2
Song 2 – utwór brytyjskiego zespołu Blur, wydany w 1997 roku wraz z płytą Blur. „Song 2” bardzo długo utrzymywała się w czołówce brytyjskich przebojów, a także pierwszej dziesiątce w USA. „Song 2” zostało wykorzystane w grze FIFA 98: Road to World Cup oraz w kilku reklamach – także polskich.
Dwójka jest tutaj wszechobecna: „Song 2” był drugą piosenką w kolejności na albumie Blur, drugim singlem z albumu, posiada ona dwie zwrotki i dwa refreny, a długość piosenki wynosi 2 minuty – i 2 sekundy. Piosenka zajęła drugie miejsce w brytyjskiej liście przebojów.

## Certyfikaty i sprzedaż
| Kraj                  | Certyfikat         | Sprzedaż   |
| --------------------- | ------------------ | ---------- |
| Australia (ARIA)      | złota płyta        | 35 000+    |
| Wielka Brytania (BPI) | 2x platynowa płyta | 1 200 000+ |
| Włochy (FIMI)         | platynowa płyta    | 50 000+    |